# Stellifer griseus
Stellifer griseus är en fiskart som beskrevs av Cervigón, 1966. Stellifer griseus ingår i släktet Stellifer och familjen havsgösfiskar. Inga underarter finns listade i Catalogue of Life.